# 伊朗足球乙級聯賽
伊朗足球乙級聯賽（Iran Football's 2nd Division，波斯語：‎）是伊朗足球協會组织的职业足球联赛，是伊朗足球聯賽系統中的第三級別聯賽。